# Геостатистика
Геостати́стика — наука та технологія, яка досліджує та аналізує статистичними методами розподіл об'єктів, явищ та процесів у географічному просторі.
Предметом аналізу геостатистики є просторові змінні, аналогічні змінній з координатною прив'язкою. Як приклад просторових змінних можна навести: кількість опадів, густину населення в деякій географічній області, потужність геологічної формації, щільність забруднення ґрунту, середнє споживання електроенергії в певний час тощо. Просторові змінні не слід плутати зі випадковими величинами, використовуваними у звичайній статистиці.
Основною властивістю регіоналізованних змінних є просторова безперервність. Вона існує в більшості геофізичних явищ і виражає ступінь зміни змінної в просторі. Просторова безперервність має статистичний характер та зазвичай спостерігається безперервність в середньому. Іншими словами, об'єкти, явища і процеси, розташовані ближче до просторі, є подібнішими між собою в порівнянні з тими, які є віддаленішими один від одного.
Варіограма — графік, який показує залежність між дисперсією ознаки в певних місцеположеннях та відстанню між останніми. Ця залежність використовується для передбачення значень в інших місцеположеннях, тобто при просторовій інтерполяції. Наприклад, за відомими значеннями висоти земної поверхні в деяких точках, можна визначити значення у невідомих точках між ними.
| Земля | Це незавершена стаття з географії. Ви можете допомогти проєкту, виправивши або дописавши її. |